# Cesare De Titta
Cesare De Titta (Sant'Eusanio del Sangro, 27 janvier 1862-ibidem, 14 février 1933) est un poète italien ; il a écrit en italien, en latin et en abruzzais,.
Sa mère s'appelait Sofia Loreto, et son père, Vincenzo De Titta, était notaire. Cesare s'inscrit au séminaire de Lanciano à l'âge de seize ans pour devenir prêtre et il étudie les langues classiques au séminaire de Venosa de 1881 à 1889, dont il serait le recteur plus tard. Parmi ses œuvres les plus importantes, on trouve Grammatica della lingua viva et Grammatica della lingua latina.

## Œuvre
- Saggi di traduzione de Catulo (1890)
- Canzoni abruzzesi (1919)
- Nuove canzoni abruzzesi (1923)
- Gente d'Abruzzo (1923)
- Terra d'oro (1925)
- Acqua, foco, vento (1925)